# Stefan Schlegel
Stefan Schlegel (* 16. August 1968 in Sevelen) ist ein Schweizer Jazz-Posaunist (auch Ventilposaune).

## Leben und Wirken
Stefan Schlegel spielte zuerst Klavier, Trompete und Waldhorn, bis er mit 14 Jahren relativ spät zur Posaune fand. Nach etlichen Lehrjahren in regionalen Jazzbands und Big Bands studierte er zuerst an der Zürcher Hochschule der Künste (ZHDK)  klassische Posaune (Lehr- und Orchesterdiplom). Es folgte ein Studium am Berklee College of Music in Boston, bei Phil Wilson. Stefan Schlegel beendete seine Studienzeit bei Jiggs Whigham an der Staatlichen Musikhochschule Köln mit einem Konzertdiplom für Jazzposaune.
Während der Studienjahre bis Ende der 1990er Jahre spielte Stefan Schlegel nicht nur in der Schweizer Jazzszene, sondern auch in Symphonieorchestern wie dem Musikkollegium Winterthur, dem Orchester des Theaters St. Gallen oder als Stellvertreter im Opernhaus Zürich. Seit 1998 konzentriert er sich ausschliesslich auf seine Tätigkeiten als Jazzposaunist und Arrangeur.
Stefan Schlegel spielte mit zahlreichen Big Bands in Europa, war vier Jahre Leiter des Zurich Jazz Orchestra und spielt seit 2008 im Swiss Jazz Orchestra.

## Diskografie (Auswahl)
unter eigenem Namen
- BLUEnaissance: In Between, Musica Helvetica 1997
- Stefan Schlegel Jazz Quintett: Flying Towards Yourself, Brambus records
- Stefan Schlegel, Alessandro d’Episcopo: Keybone, Eigenverlag 2002
- Master Davy: Charles Dickens David Copperfield in Wort und Musik, Brambus records

Sideman:
- Slidestream: Strade Diverse, Radio SRF 2 Kultur 2017
- Swiss Jazz Orchestra: Pools - Live at Jazzfestival Bern, Mons 2015
- Swiss Jazz Orchestra & Michael Zisman: Close Encounter, Mons Records 2009
- Hans Kennel, Mytha: How It All Started, Hatology 2007
- Maja Christina: Romance, Brambus records 2003
- Gabriela Tanner: Orange Juice for One, Jazz Elite Special 2001
- Elmar Frey Sextett: News from the Past, Privave records
- Big Band de Lausanne: The Sacred Music of Duke Ellington, TCB records 2000
- Jochen Baldes Sextett: Niniland, Brambus records 1999